# Joseph Nicolas Robert-Fleury

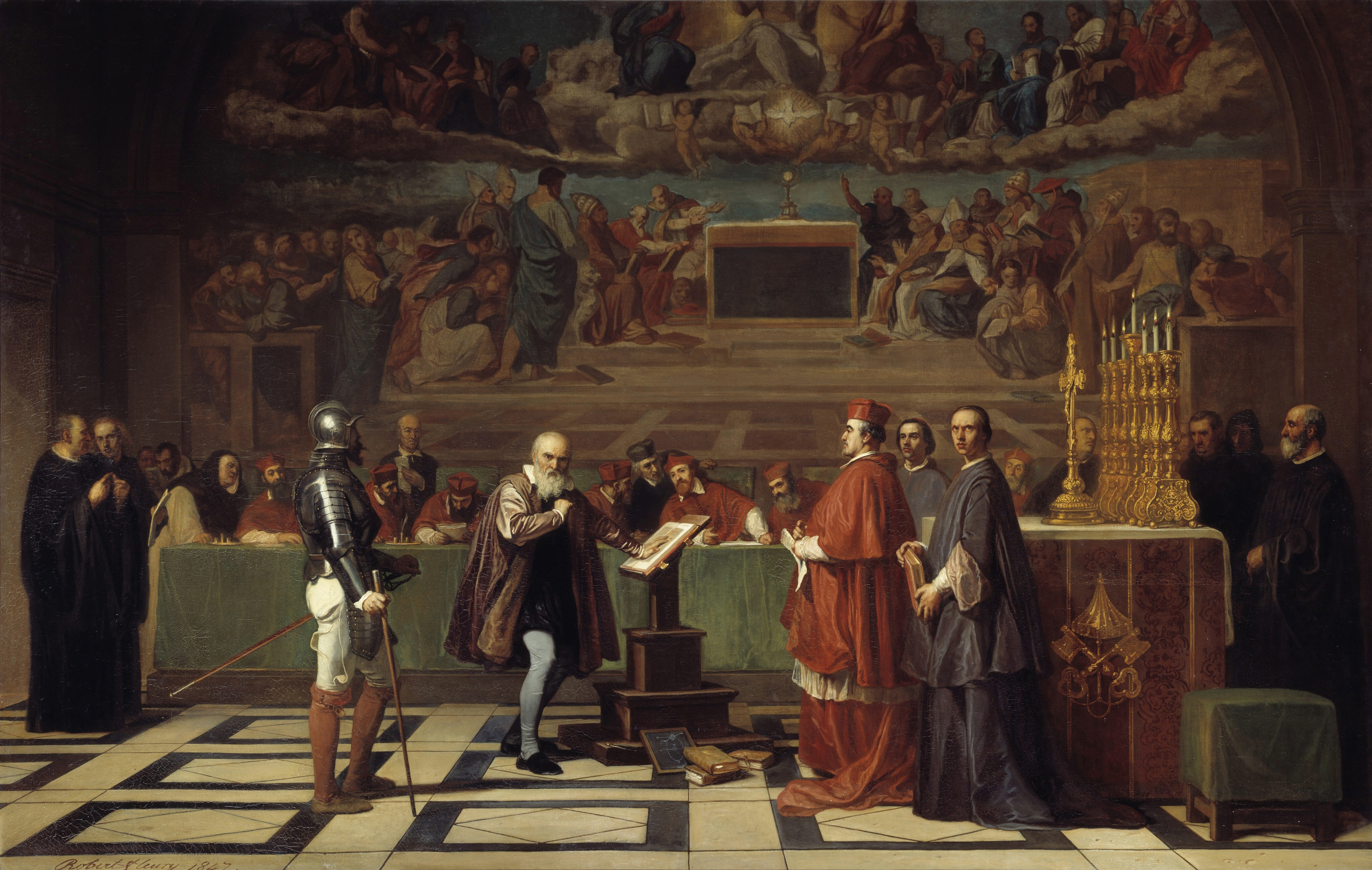
Galileusz przed Świętym Oficjum w Watykanie, 1847

Joseph Nicolas Robert-Fleury (ur. w 1797 w Kolonii, zm. w 1890 w Paryżu) – francuski malarz, od 1864 dyrektor École des beaux-arts, później dyrektor Akademii Francuskiej w Rzymie. 

## Życiorys
Podróżował do Włoch, w 1824 roku osiadł we Francji. W 1850 roku został członkiem Académie des Beaux-Arts. W 1855 roku został mianowany profesorem, a w 1863 roku dyrektorem École des Beaux-Arts. W 1864 roku został dyrektorem Akademii Francuskiej w Rzymie. Zmarł w 1890 roku w Paryżu. W 1857 odznaczony został Pour le Mérite za Naukę i Sztukę.
Do jego dzieł należą m.in. Noc św. Bartłomieja, Galileusz przed Świętym Oficjum w Watykanie (1847), Krzysztof Kolumb przyjęty przez Ferdynanda i Izabelę.
Jego syn, Tony Robert-Fleury, także został malarzem.